# Дома по улице Фрунзе, 53-57

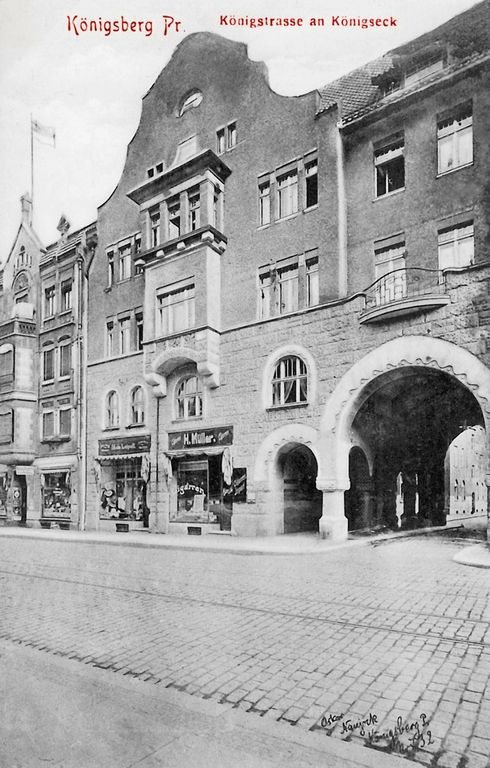
Довоенный вид здания

Дома № 53-57 по улице Фрунзе (в разговорной речи известны как «Кройц-аптека», по сохранившейся на одном из домов немецкой надписи нем. Kreuz-Apotek) — дома немецкой постройки в Калининграде, единственный в центре города пример домов постройки 1900-х годов.

## Строительное описание и история
Комплекс состоит из трёх четырёхэтажных смежных домов, имеющих в общей сложности пять подъездов (по принятой в Калининграде системе нумерации каждый подъезд имеет собственный номер дома). Первыми были построены дома № 73 и 74. Комплекс был построен в 1900—1905 годах по Б.Кестеру. Согласно А.Губину в 1888 году. Фасады, выходящие на улицу, расчленены нишами и фронтонами.
После войны дома использовались под жильё, однако в 1987 году были расселены для проведения капитального ремонта. В результате дома стали разрушаться, постепенно превратившись в руины. В начале июня 2001 года часть перекрытий обрушились, придавив насмерть одного из троих находящихся в здании мужчин (предположительно, незаконно разбирающих его на стройматериалы). После этого городская администрация намеревалась снести руины здания, но под давлением общественности в итоге выставили их на аукцион.
В 2002 году руины здания перешли в собственность ООО «Жилпромстрой» с условием реставрации фасада. 18 мая 2009 года на пресс-конференции председатель комитета муниципального имущества и земельных ресурсов Калининграда Александр Зуев сообщил, что до конца 2009 года будет составлен проект восстановления домов. Тем не менее, никаких работ на объекте не проводилось.
4 декабря 2013 года глава города Александр Ярошук заявил в телепрограмме «Главный час», что юридические процедуры по расторжению договора с компанией «Россбан», владельцем ООО «Жилпромстрой», практически завершены и имеется потенциальный инвестор, намеренный отреставрировать здание под гостиницу. 28 мая 2018 обрушилась часть здания